# Catedral d'Alexandre Nevski (Bakú)
La catedral Alexandre Nevski (en rus: Александро-Невский Собор, àzeri: Aleksandr Nevski Başkilsəsi, sovint anomenada Qızıllı kilsə, L'Església daurada) va ser la principal catedral ortodoxa russa a Bakú, quan va ser construïda (1898), fins a la seva destrucció el 1936 durant l'era de Stalin. La catedral també és coneguda com la basílica ortodoxa més gran mai construïda al sud del Caucas.

## Construcció
El 1878, l'aleshores governador rus de Bakú, Valeriana Pozen, va expressar la seva preocupació per la creixent escassetat d'espais de pregària per a la comunitat ortodoxa de la ciutat. El sant sínode de l'Església russa del moment aprovà per majoria donar suport a la idea de construir una nova catedral, i va suggerir que hauria de ser erigida al carrer de Sant Persidskaia (actual Sant Mukhtarov), en un solar existent arran de la demolició d'un antic cementiri musulmà. Això va suposar un debat de deu anys entre les autoritats i la comunitat musulmana de Bakú, i se'n descartaren finalment les altres alternatives.
El 8 d'octubre de 1888, l'emperador Alexandre III i la seva família (incloent-hi el seu fill gran, el futur emperador Nicolau II) va visitar Bakú per a la cerimònia de col·locació de la primera pedra. A la cerimònia van assistir representants de les comunitats cristiana, musulmana i jueva de Bakú.
La catedral formà part d'un conjunt de temples construïts al llarg de l'Imperi rus en honor de sant Alexandre Nevski, considerat salvador de l'ortodòxia. Va ser dissenyada per l'arquitecte d'origen alemany Robert Marfeld i el seu aprenent, l'arquitecte polonès Józef Gosławski. La catedral Alexandre Nevski va ser presa com a model per a la posterior construcció de l'exterior i l'interior de la catedral de Sant Basili i la catedral de Crist Salvador, respectivament. Tanmateix, el finançament proporcionat per l'emperador no fou suficient per acabar-ne la construcció, i les donacions per valor de 200.000 rubles dels habitants de Bakú van fer possible la continuació de les obres. Cal destacar que, malgrat els desacords inicials, al voltant del 75% d'aquests diners van ser donats per musulmans, incloent-hi 10.000 rubles pagats per Zeynalabdin Taghiyev. Altres 10.000 rubles van ser proporcionats per la comunitat jueva de Bakú. La construcció de la catedral va ser finalment completada el 1898. Les seves cúpules, creus i l'arc principal es van fer d'or pur.

## Destrucció
La catedral Alexandre Nevski seguia sent el principal centre de la vida ortodoxa a l'Azerbaidjan a principis de l'era soviètica, i el 1936 les autoritats estalinistes n'ordenaren la destrucció amb dinamita, de manera conjunta amb la capella de Sant Bartomeu. L'emplaçament de la catedral és ocupat actualment per l'Escola de Música Bulbul.